# Parvulastra
Parvulastra is een geslacht van zeesterren uit de familie Asterinidae.

## Soorten
- Parvulastra calcarata (Perrier, 1869)
- Parvulastra dyscrita (H.L. Clark, 1923)
- Parvulastra exigua (Lamarck, 1816)
- Parvulastra parvivipara (Keough & Dartnall, 1978)
- Parvulastra vivipara (Dartnall, 1969)